# Kim Seong-mun
Kim Seong-mun (kor. 김 성문; ur. 16 marca 1965) – południowokoreański zapaśnik w stylu klasycznym. Dwukrotny olimpijczyk. Srebrny medalista z Seulu 1988 i jedenasty w Barcelonie 1992. Startował w kategorii 68 kg.
Dwukrotny uczestnik mistrzostw świata, czwarty w 1991. Zdobył dwa srebrne medale mistrzostw Azji – w 1989 i 1991. Zajął drugie miejsce w Pucharze Świata w 1991 roku.